# Алюминат лантана
Алюминат лантана — неорганическое соединение,
смешанный оксид лантана и алюминия с формулой LaAlO3 (или La2O3•Al2O3),
бесцветные кристаллы.

## Физические свойства
Алюминат лантана образует бесцветные кристаллы
моноклинной сингонии (квазикубической сингонии),
пространственная группа P 21/m,
параметры ячейки a = 0,760 нм, b = 0,760 нм, c = 0,760 нм, β = 90°, Z = 8.
При температуре 447°С происходит переход в кубическую фазу,
пространственная группа P m3m,
параметры ячейки a = 0,379 нм, Z = 1.